# Centre de céramique de Grand-Bassam

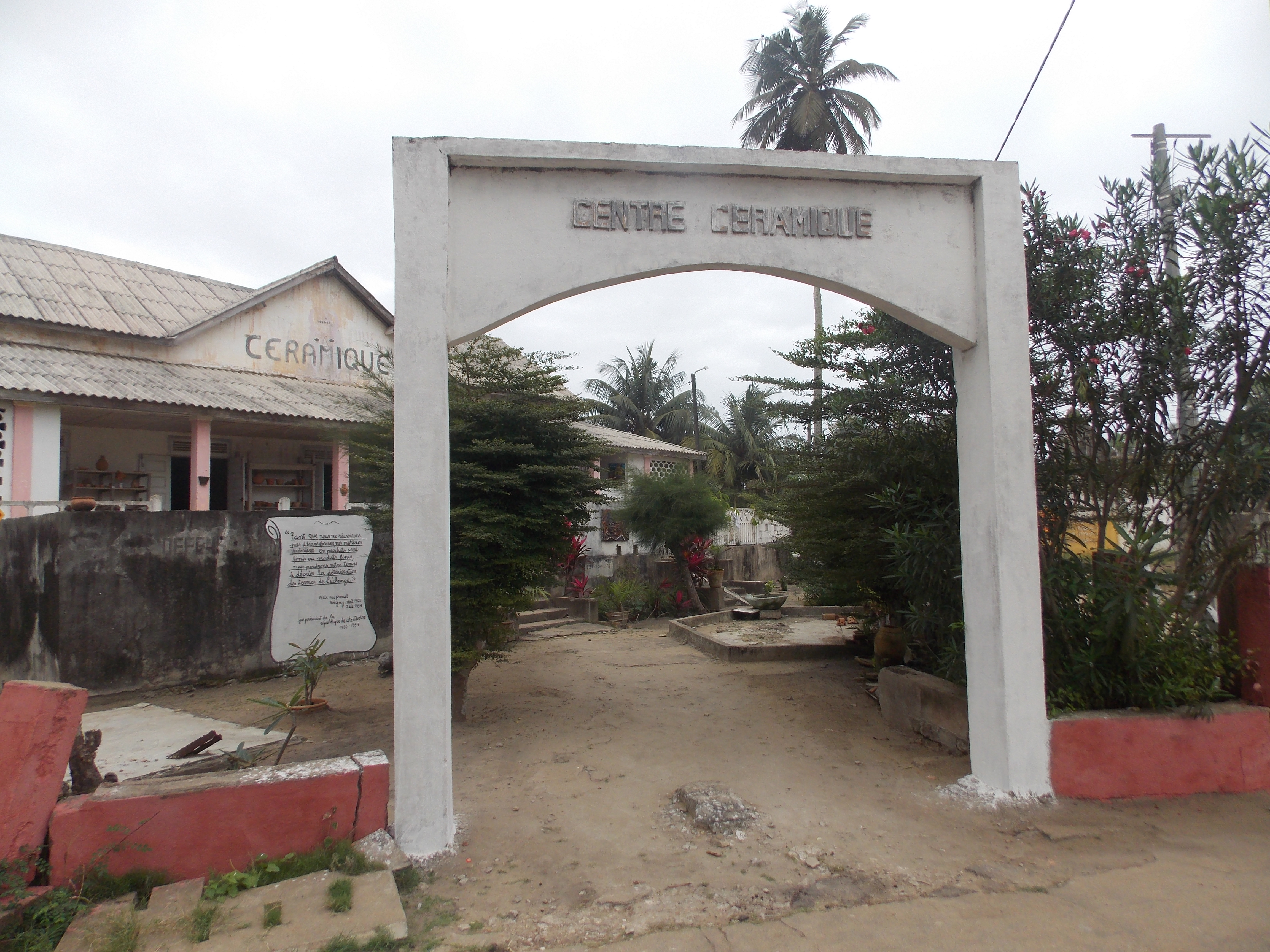
Porche du centre céramique de Grand-Bassam

Le Centre de céramique, lieu de formation et de fabrication à Grand-Bassam, en Côte d'Ivoire est localisé à la Rue Bouët, au quartier France qui est classé depuis le 3 juillet 2012 au Patrimoine mondial de l'UNESCO.
En plus du  secteur du tourisme, la céramique et la poterie peuvent être considérées  comme les plus fortes industries de la ville de Grand-Bassam.

## Histoire
Le centre de céramique de Grand-Bassam a été créé en 1982 par un groupe de sept artisans formés au métier de la céramique à Abidjan. Il a été offert par le ministère de la culture ivoirienne.
Le bâtiment dans lequel il se trouve aujourd'hui est l'ancien Cercle de l'Union ou cercle des colons, construit en 1910 qui, à l’époque, constituait un centre de jeux et de loisirs pour la société coloniale.

## Étapes de fabrication d'une céramique
Voir la section Matériaux et techniques dans l'article Céramique d'Afrique subsaharienne.

## Aperçu de la salle d'exposition

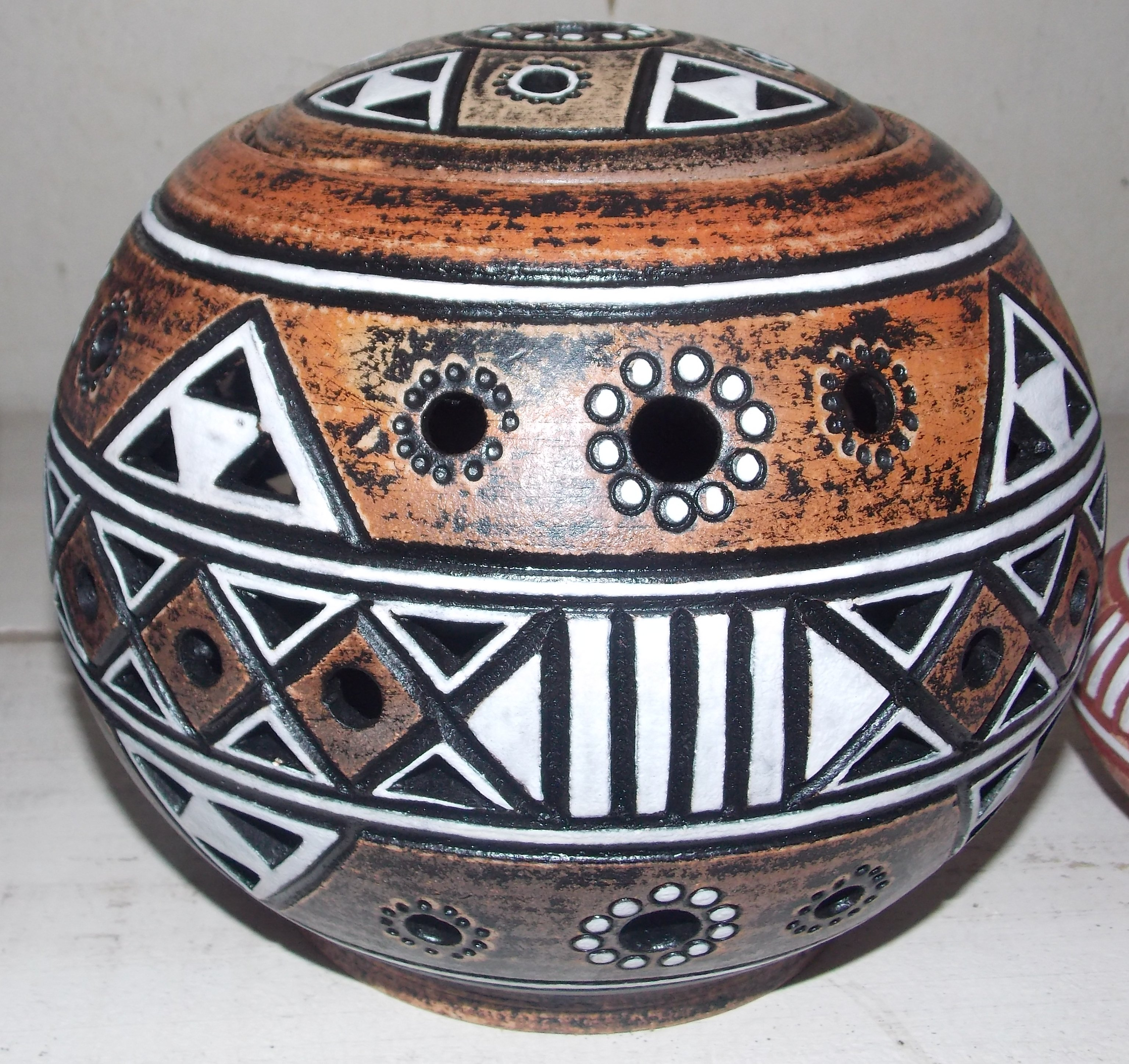
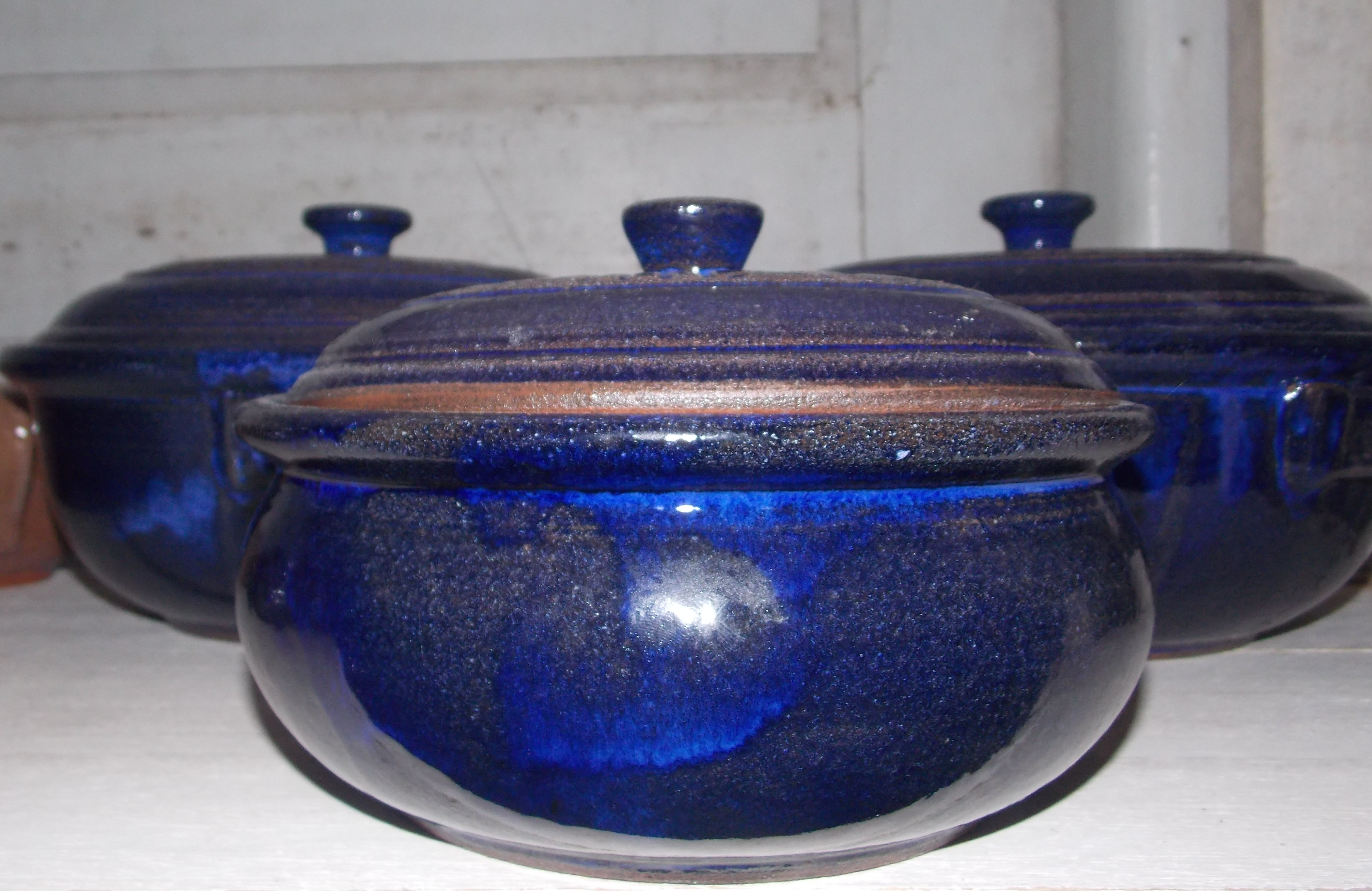
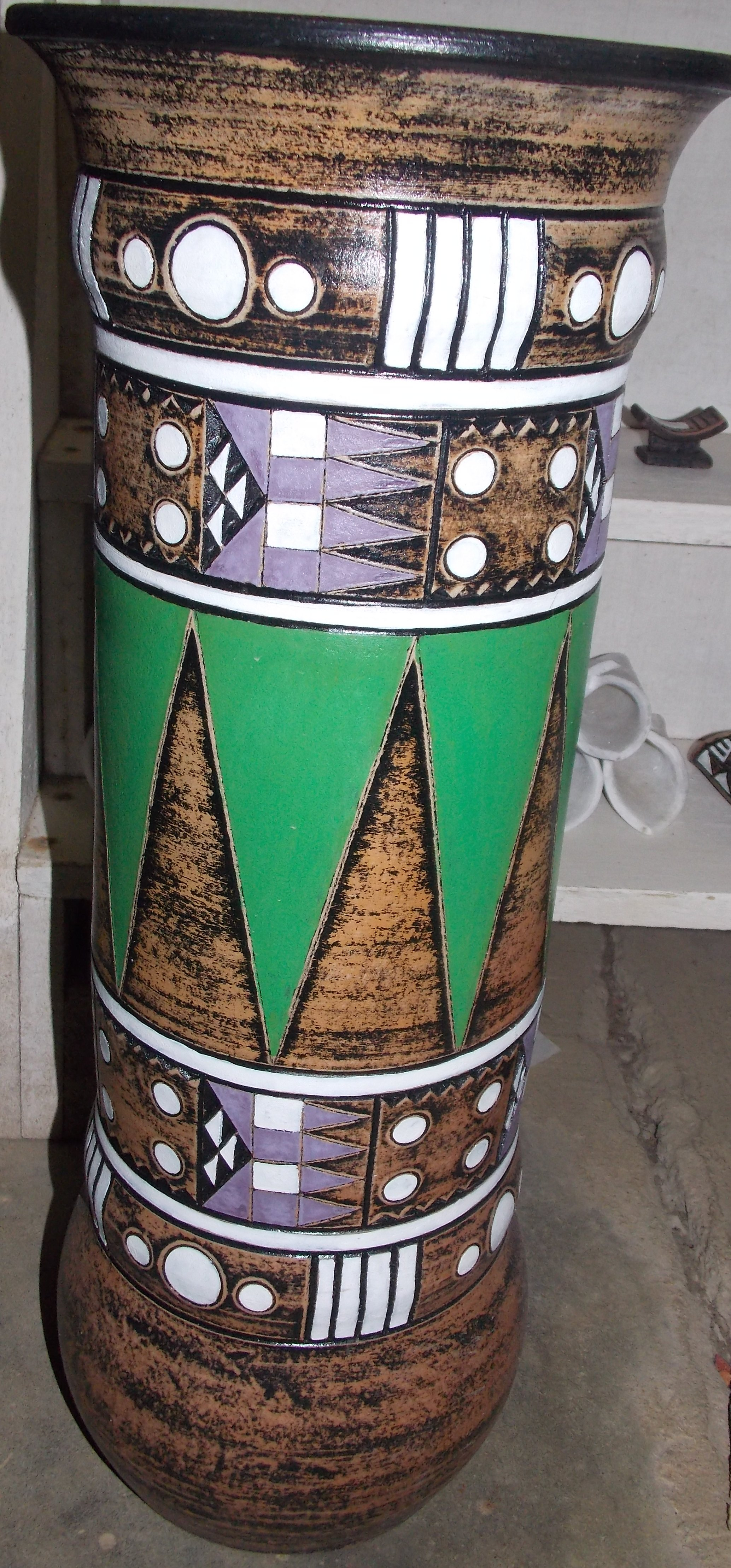
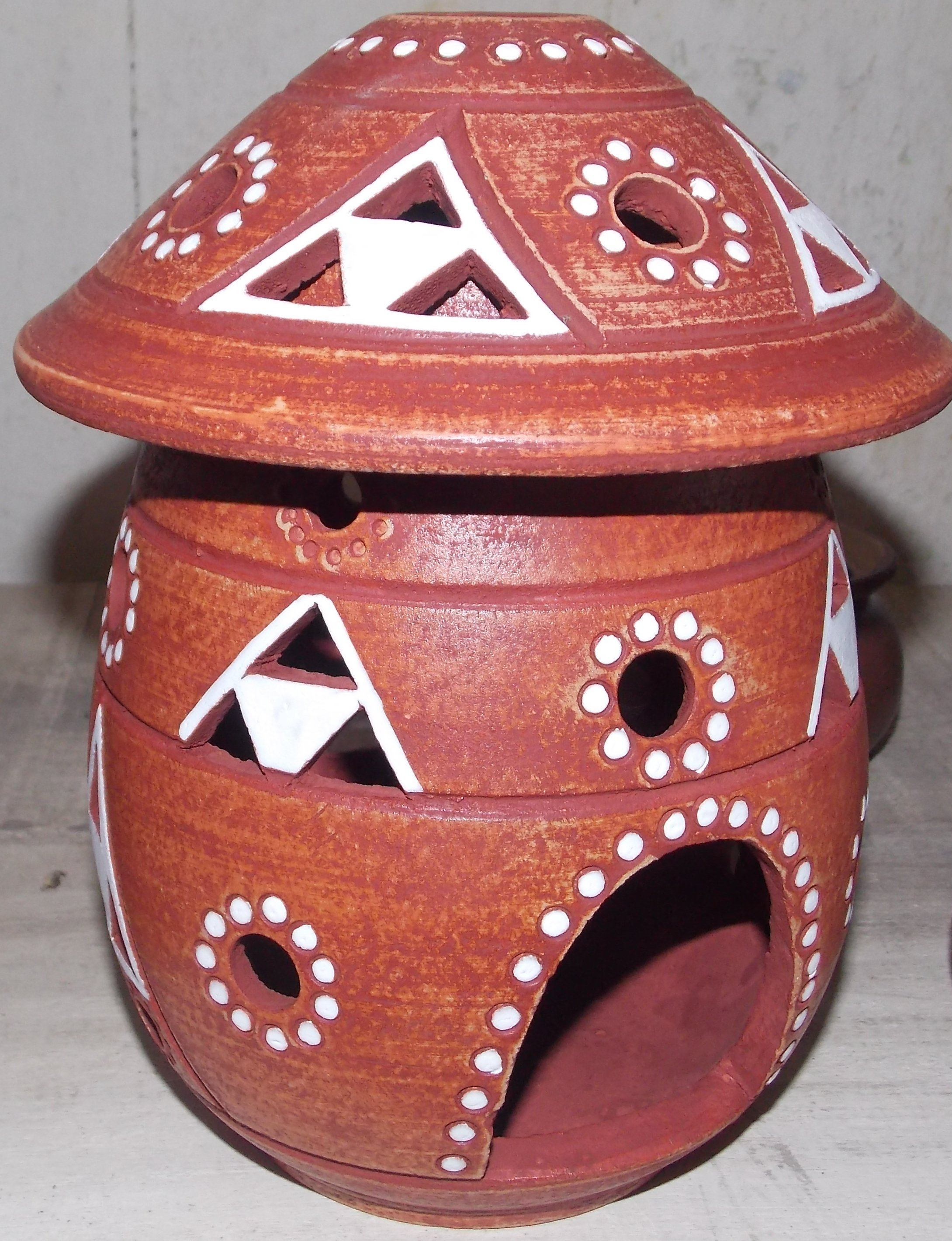
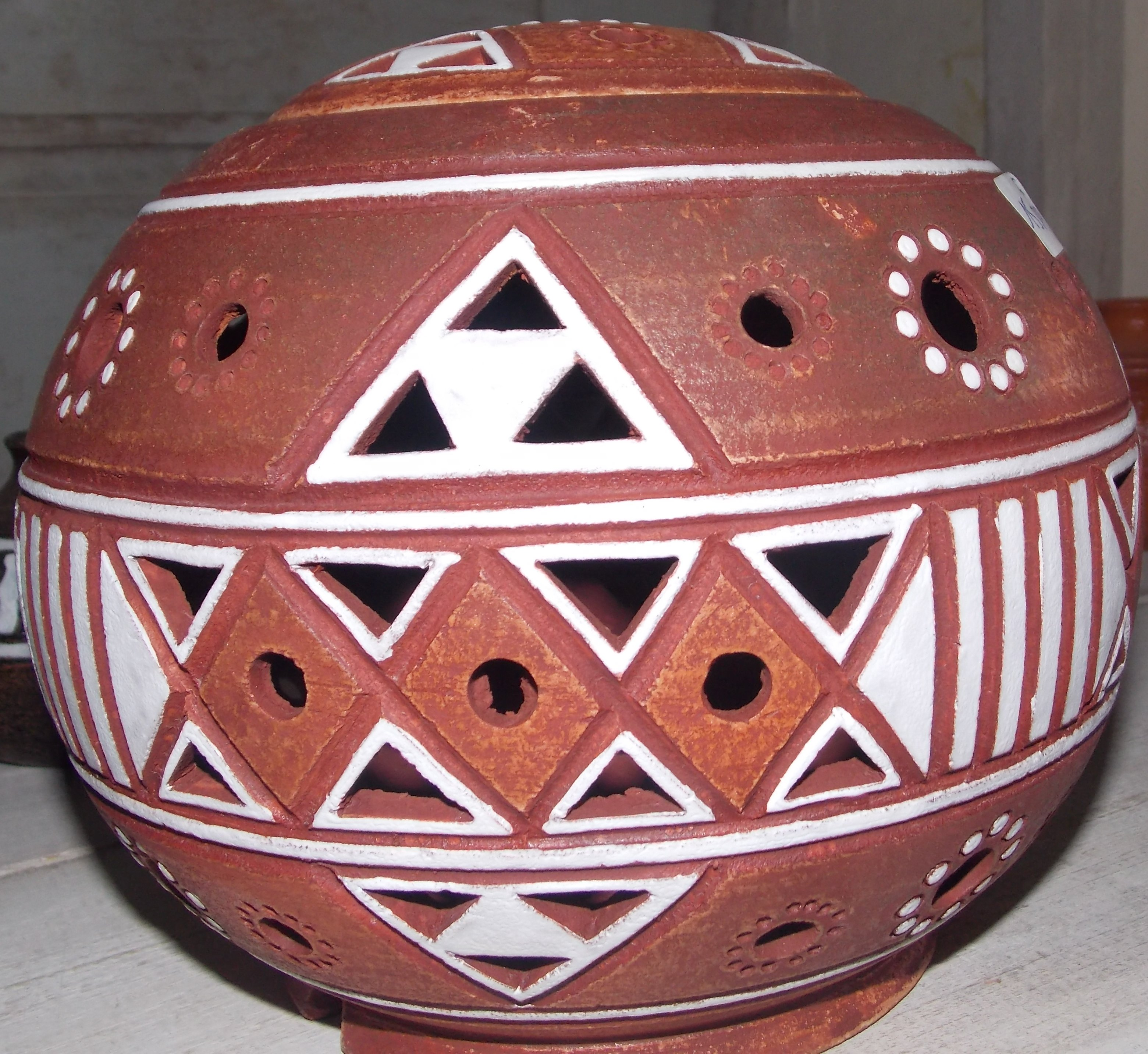
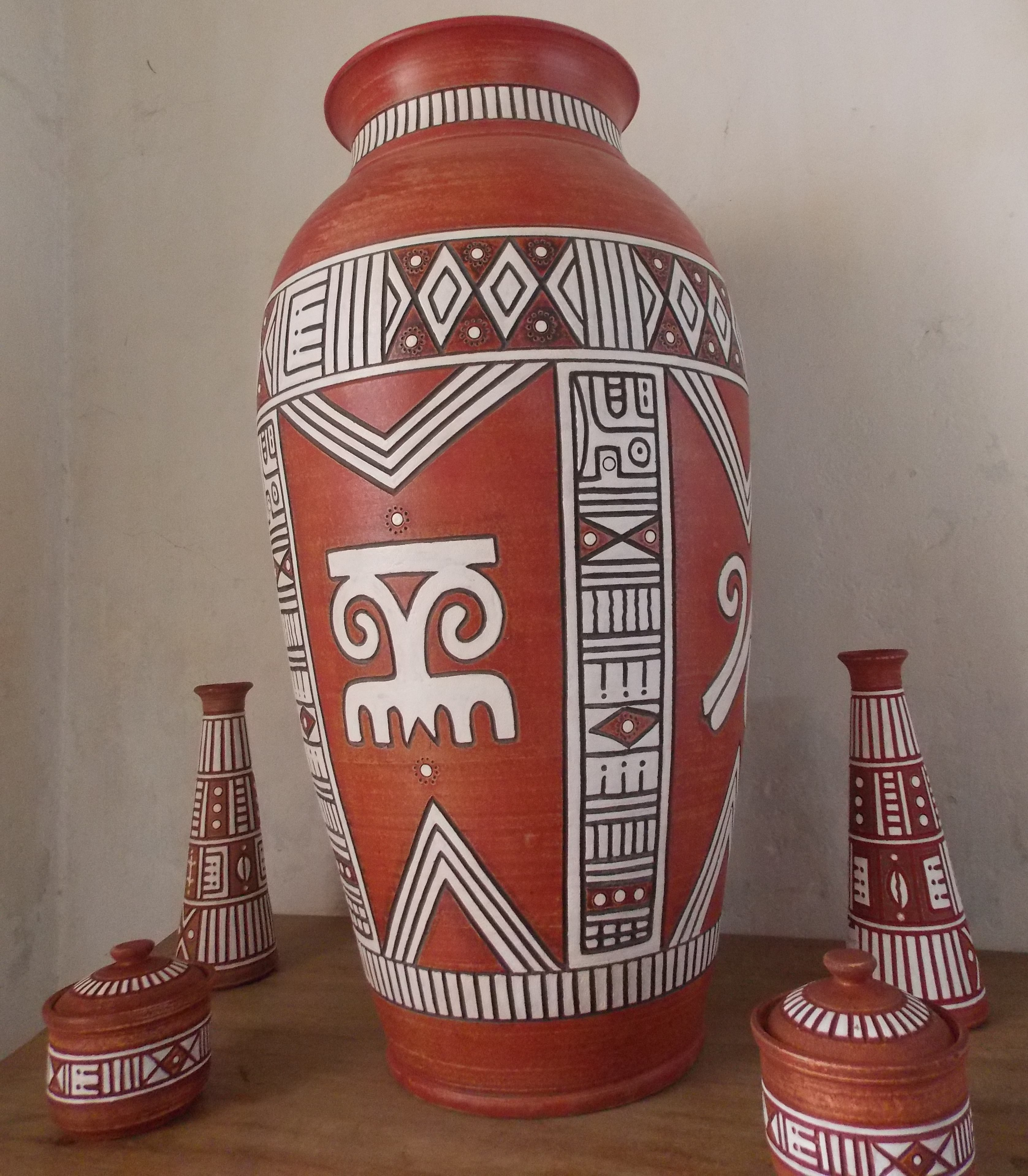
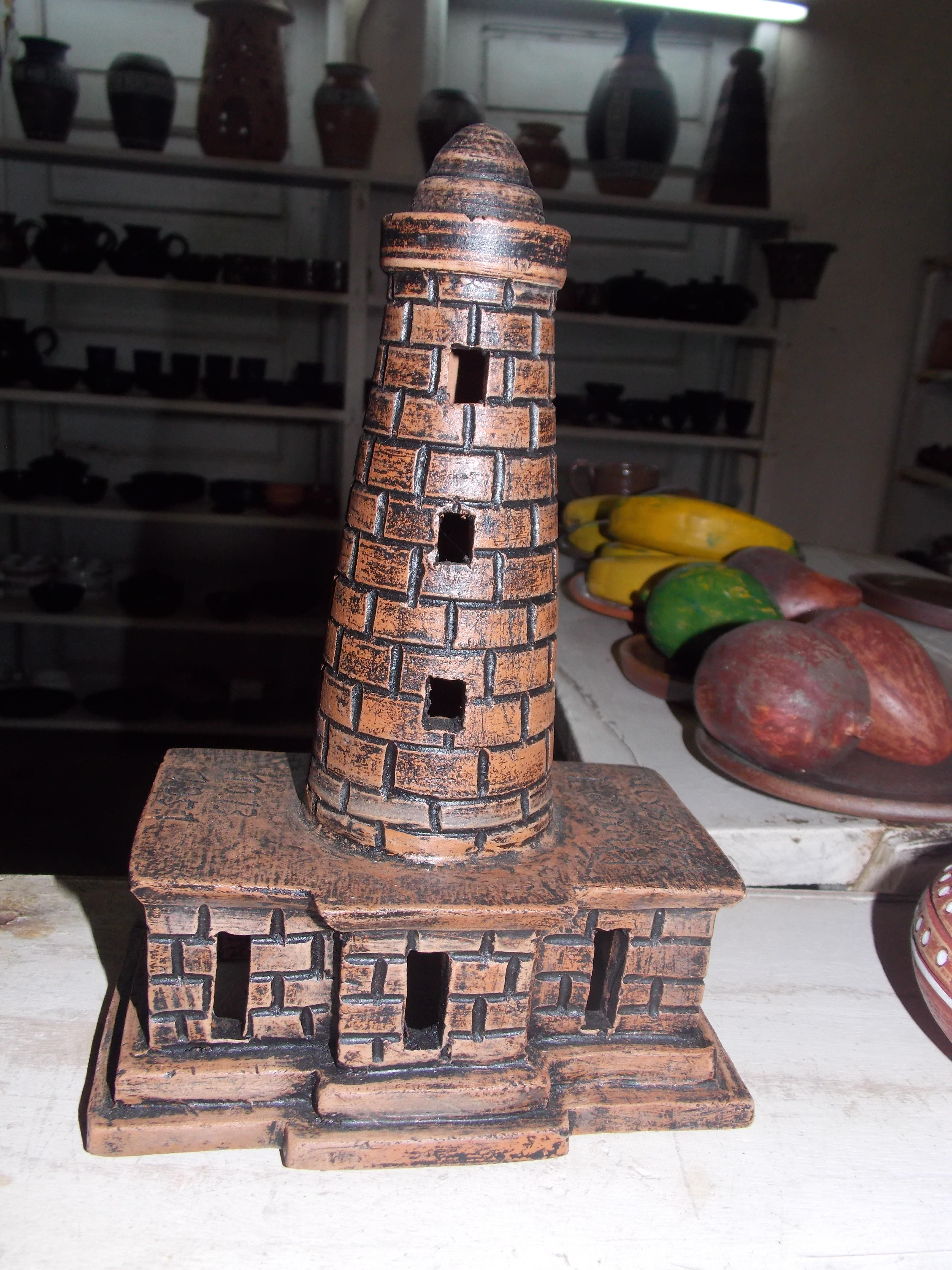
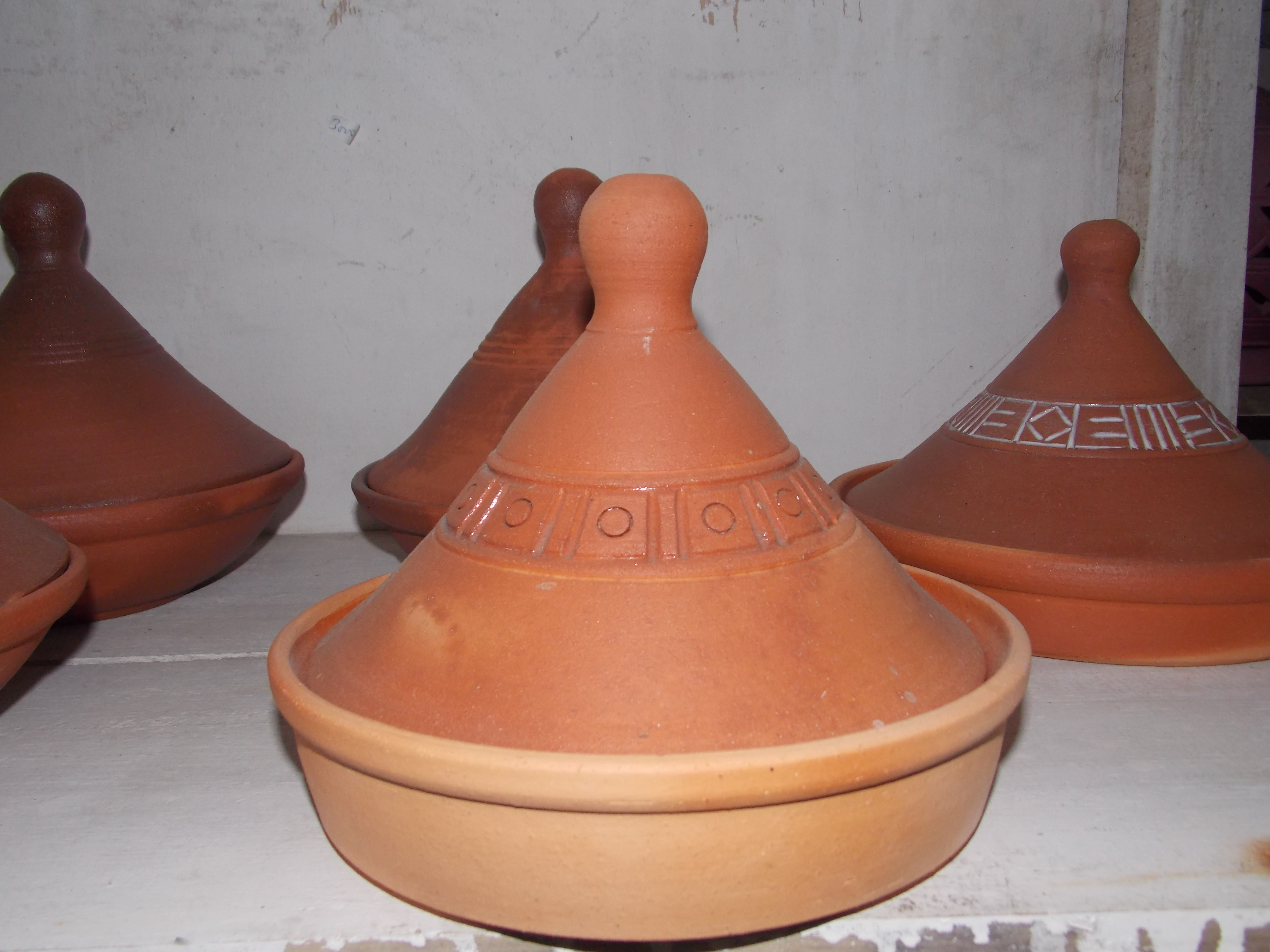
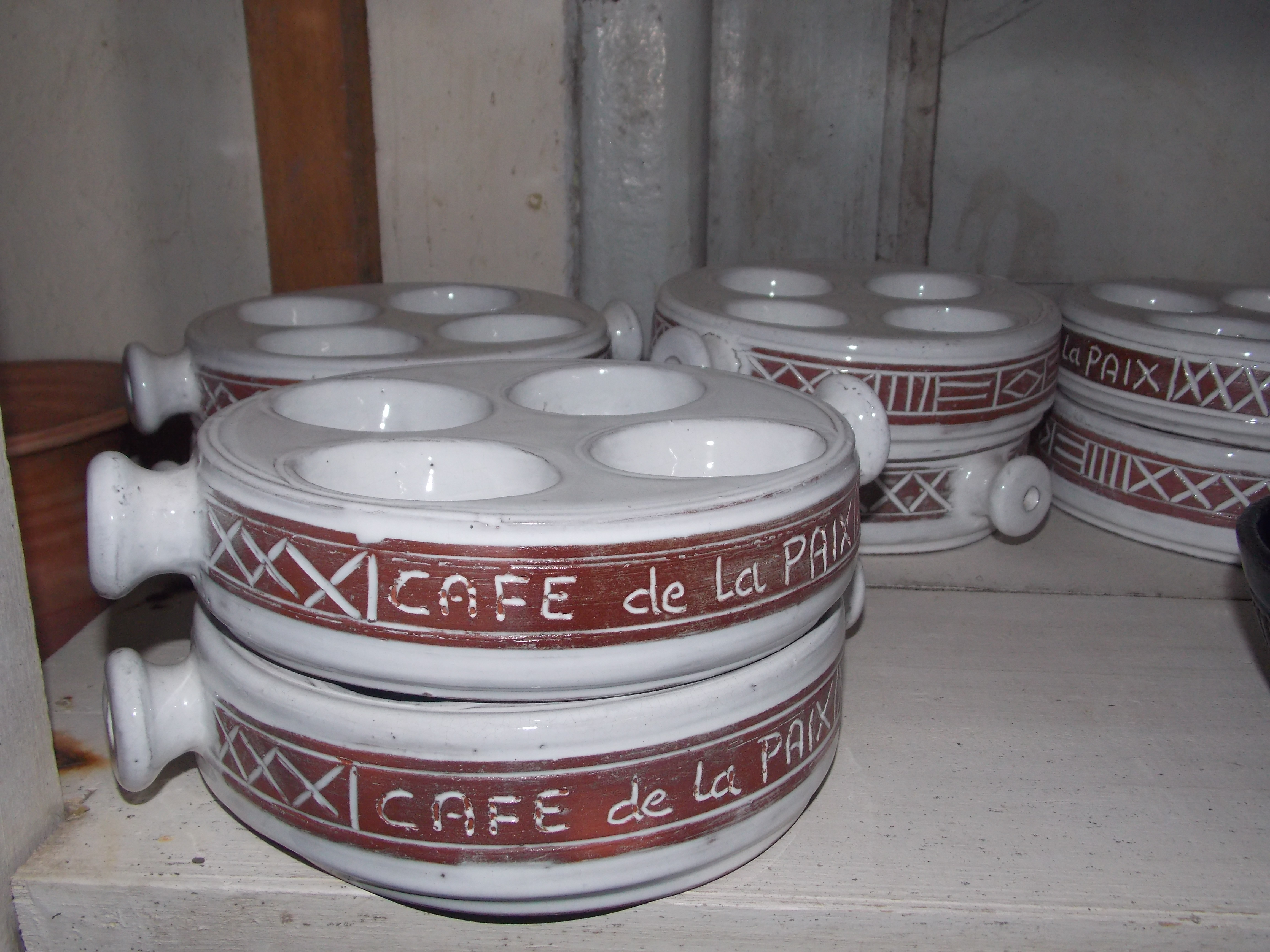
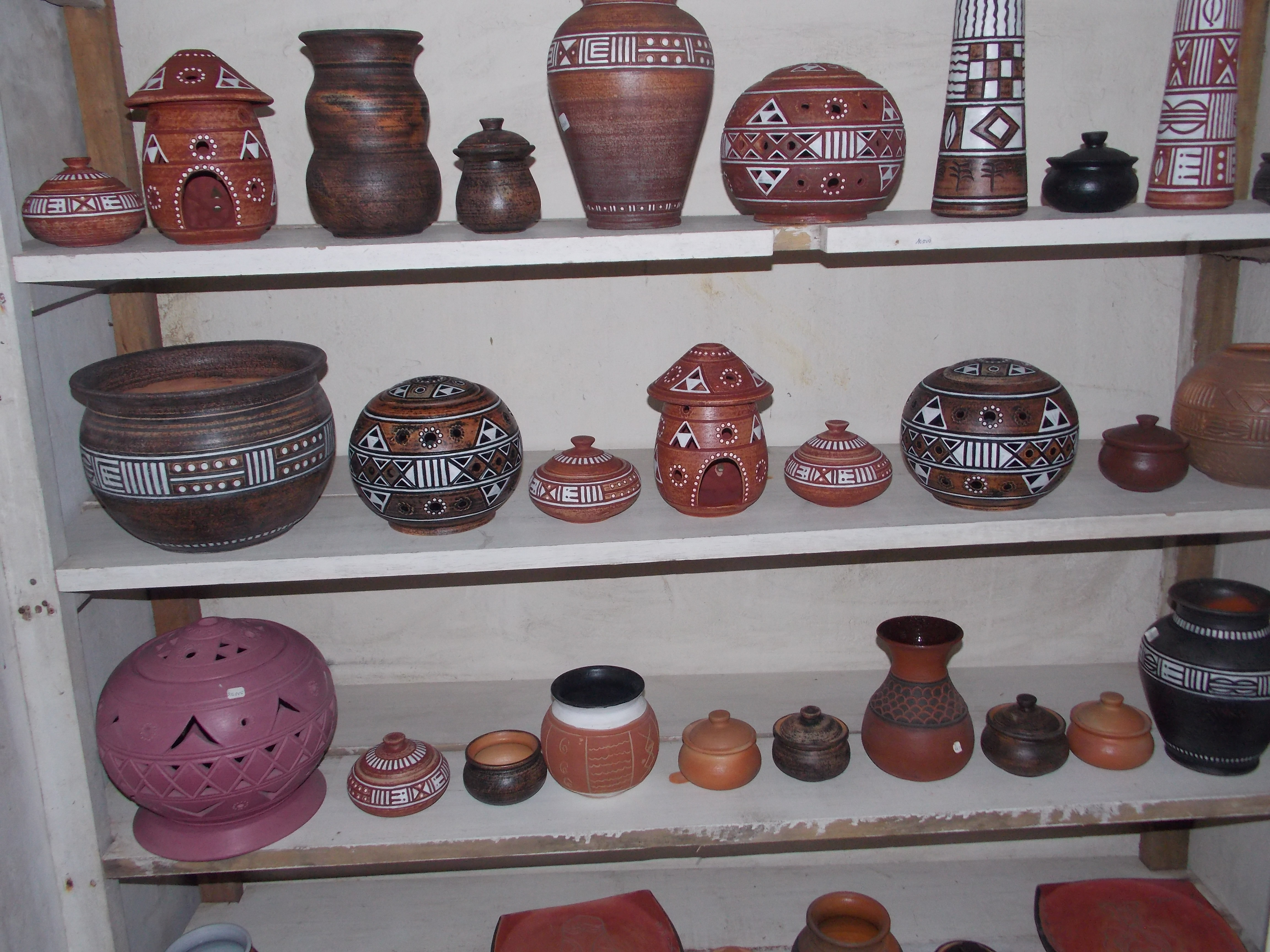
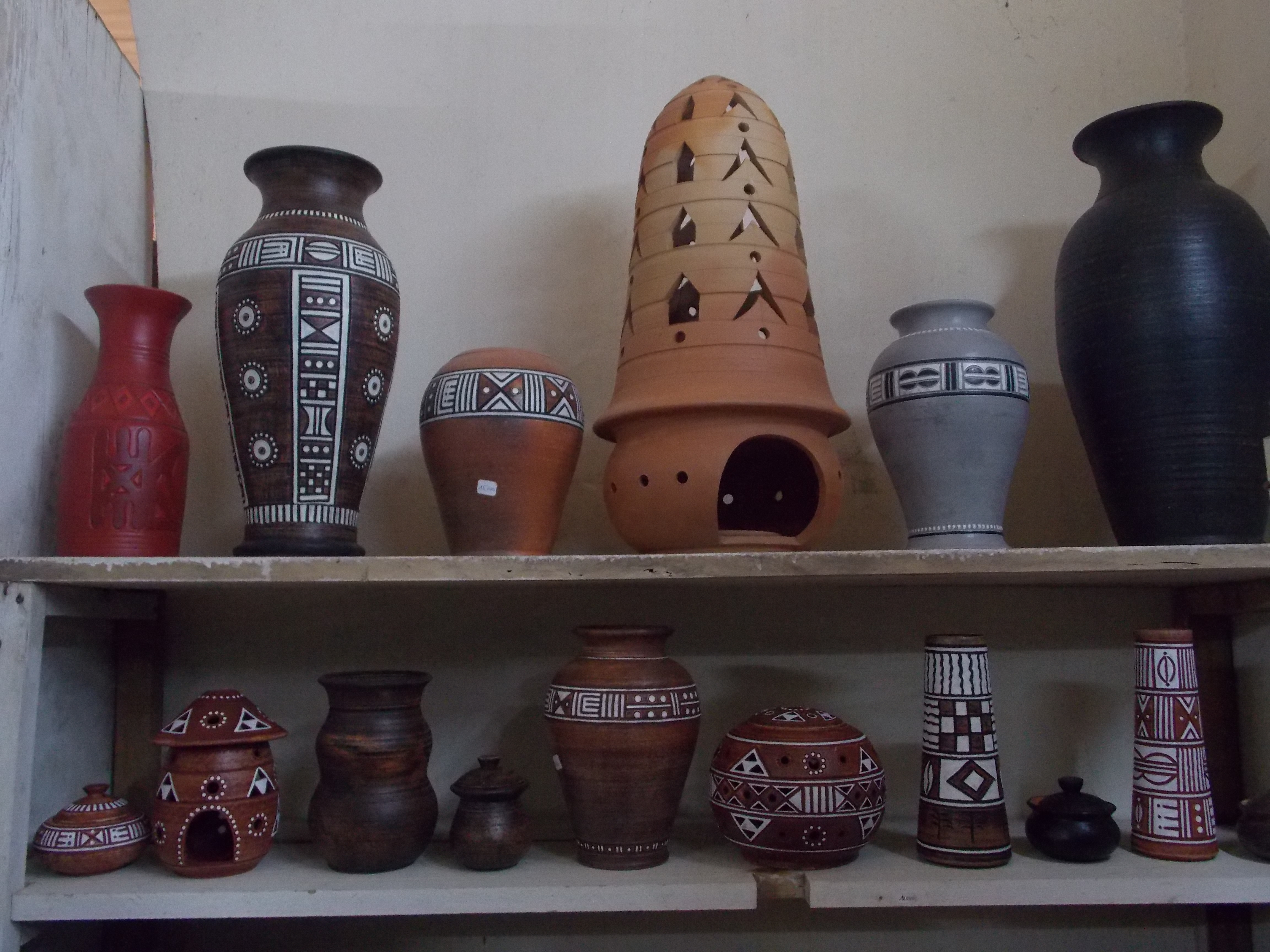